# Seth Ward
Seth Ward – jednostka osadnicza w Stanach Zjednoczonych, w stanie Teksas, w hrabstwie Hale.